# Crosby Bolani
Siyasanga Crosby Bolani (* in Kapstadt) ist ein südafrikanischer Rapper.

## Leben
Crosby wuchs in Gugulethu auf und gründete mit fünfzehn Jahren die bekannte Hip-Hop-Gruppe Def Boys. Im Jahr 2002 gewann er mit der Gruppe Chronic Clan, die er mit seinem Cousin Zoro gründete, den Talentwettbewerb der South African Broadcast Corporation. In folgenden Jahren trat Crosby unter anderem mit Rita Marley, Capleton, Sizzla, Gentleman, Talib Kweli und Snoop Dogg auf. 2013 überlebte er einen Raubüberfall in Kapstadt, bei dem er angeschossen wurde. Die Genesung brauchte Zeit. Doch war Crosby Bolani vor und nachher sehr aktiv. 2014 die Unity E.P. in den Red Bull Studios von Kapstadt auf. 2015 wirkte er an DJ Krushs Album The Butterfly Effect mit und nahm in München mit der Next Generation Band das Album A Better Place auf. Als Teil der internationalen Hip-Hop-Organisation The Chosen Few kollaboriert Crosby mit diversen internationalen Künstlern. 2018 erschien sein Song Sky High auf dem gleichnamigen Sky High Riddim der Schweizer Reggae Produzenten Royal Gruv Sound.

## Diskografie
Alben
- The world is my hood (2015)
- Unity EP (2014)

Compilation CDs
- African Dope Soundsystem (2003)
- Rogue State Alliance (2004)
- Time-X Riddim (2006)
- Rogue State Alliance II (2008)
- Cape Riddims (2011)
- Sweet Sativa Riddim (2015)

Featured albums
- Mix n Blend: Look Mom No Hands (2009)
- Greis: So leid (2010)
- Pyro: Schatteboxe (2012)
- Burni Amann: …. (2014)
- Ganjaman: Jetzt (2014)
- DJ Krush: Butterfly Effect (2015)
- Mellowmark: Roots & Flügel (2015)

Singles
- TCF Rock Riddim (2014)
- TCF Ungrateful (2014)
- The Chosen Few (2014) with Turntill / Dave Le Funk
- All i wanna give you (2018) with Turntill & Merlin, Burni Aman, Doujah Raze
- Dancing Mood (2018) with Turntill & Merlin
- Sky High (2018) with Royal Gruv Sound